# 狩野新
狩野 新（かのう あらた、1982年12月21日 - ）は、日本のサッカー選手、元プロフットサル選手。日本フットサルリーグ・バサジィ大分所属。元フットサル日本代表。
小学生の時、兄のサッカーを見てサッカーが好きになり始める。枚方少年サッカーリーグ　中宮JSCに入団していた。
枚方市桜丘中学校、初芝橋本高校学校　を卒業してフットサルを始める。
Fリーグ　ペスカドーラ町田、ヴォスクオーレ仙台、移籍　バサジィ大分の選手 兼コーチ。現バサジィ大分監督。  元プロサッカー選手　狩野倫久は、兄。
２０１８年４月　日本サッカー協会（JFA)公認指導者ライセンス　公認サッカーC級＋フットサルC級コーチライセンス　取得。　 　　　　　　　　　　　　　　2019年 5月　日本サッカー協会指導者ライセンス 公認フットサルB級コーチライセンス取得
2022年 日本サッカー協会指導者ライセンス 公認フットサルゴールキーパーC級コーチライセンス取得
2022年 日本サッカー協会指導者ライセンス 公認フットサルインストラクターC級ライセンス取得
2023年 日本サッカー協会指導者ライセンス 公認フットサルA級コーチライセンス取得

## 略歴
1年生からサッカーをする。兄（狩野倫久）のサッカーを見て育つ。
- 1989年 枚方少年サッカーリーグ中宮JSC入団 右FW背番号9
- 1995年 枚方市立桜丘中学校サッカー部キャプテンMF背番号14
  - 大阪中学校サッカー選手権大会 三位
  - 北河内トレセンに選出される
- 1997年 第18回 関西招待中学生選抜サッカー大会 枚方中学校サッカー大会 優勝
- 1998年 初芝橋本高等学校 サッカー部入部
  - 第52回 近畿高等学校サッカー選手権 優勝
  - 11年度 全国高等学校総合体育大会 2回戦
  - 第10回 日本クラブユースサッカー選手権 (U-18)大会 1回戦
  - 第79回 天皇杯全日本サッカー選手権大会（天皇杯） 2回戦
  - 第78回 全国高等学校サッカー選手権大会 3回戦
  - 和歌山県高校サッカー新人大会 優勝
  - 12年度 全国高等学校総合体育大会 和歌山大会  優勝
- 2000年国民体育大会和歌山県 国体選抜に選出される
  - 12年度 全国高等学校総合体育大会 1回戦
  - 第80回 天皇杯全日本サッカー選手権大会 和歌山大会 優勝
  - 第79回 全国高等学校サッカー選手権大会 和歌山大会 優勝
  - 第80回 全日本サッカー選手権（天皇杯）1回戦
  - 第79回全国高等学校サッカー選手権大会 2回戦
- 2001年Atletico MAG'S入団 Super League2001 参戦
  - MAG'S FUTSAL CLUB トップチームに登録
- 2002年 全国選抜フットサル大会大阪府選抜に選出される
  - 関西フットサルリーグ施設選手権 優勝
  - Banff Futsal Clubへ移籍
  - リーガ天竜1部
  - COPA JAL JUMBO MAGICO 2002(Cibrasil&Pitstop)  優勝
- 2003年 Banff Futsal Club退団
- 2003年 奈良県フットサル連盟リーグ SPORTIVO入団
  - 地域リーグ奈良県フットサルリーグ 優勝

2004年 奈良県選抜に選出される
- CASCAVEL関西として奈良リーグ登録
- 4月 CASCAVEL TOKYO 関東リーグへ移籍
- 2004年 フットサル日本代表候補に選出される
- 東京都選抜に選出
- 全国選抜フットサル大会 準優勝
- 2004年 優秀選手として関東フットサルリーグオールスターゲームメンバーに選出される
- 11月 フットサル日本代表としてチャイニーズタイペイ4ヶ国招待試合遠征

2004年度	　第6回 関東フットサルリーグ 4位
　第10回 全日本フットサル選手権東京都大会　準決勝
　第10回 全日本フットサル選手権関東大会　4位
　第2回 東京都フットサルカップ	　優勝
　
2005年度	　第7回 関東フットサルリーグ　優勝
　第11回 全日本フットサル選手権東京都大会　3位
　第11回 全日本フットサル選手権関東大会　2位
　第11回 全日本フットサル選手権　ベスト8
　第6回 フットサル地域チャンピオンズリーグ	ベスト4
　
2006年度 	　第8回 関東フットサルリーグ 3位
2007年度 	ペスカドーラ町田ASV PESCADOLA 町田　設立
　Fリーグ2007　4位
　第13回 全日本フットサル選手権　ベスト8	
　
　
2008年度 	
　オーシャンアリーナカップ2008　4位
　Fリーグ2008　5位
　第14回 全日本フットサル選手権　ベスト8	
　
　
2009年度 	
　Fリーグオーシャンアリーナカップ2009　ベスト8
　Fリーグ2009　準優勝
　第15回 全日本フットサル選手権　ベスト8
　
2010年度 	
　Fリーグオーシャンアリーナカップ2010　ベスト8
　Fリーグ2010　9位
　第16回 全日本フットサル選手権　予選敗退
　
2011年度 	
　Fリーグオーシャンアリーナカップ2011　初戦敗退
　Fリーグ2011　7位
　第17回 全日本フットサル選手権　　ベスト8
　
2012年度 	
　Fリーグオーシャンアリーナカップ2012　初戦敗退
　Fリーグ2012　8位
　第18回 全日本フットサル選手権	　初戦敗退
　
2013年度 	
　Fリーグオーシャンアリーナカップ2013　ベスト8
　Fリーグ2013/2014　5位
　第19回 全日本フットサル選手権　4位
　
2014年度 	
　Fリーグオーシャンカップ2014　準優勝
　Fリーグ2014/2015　8位
　第20回 全日本フットサル選手権　3位
2007年にはFリーグのペスカドーラ町田に。キャプテン背番号10。2015年3月31日にはペスカドーラ町田を退団してヴォスクオーレ仙台に移籍。2016-17シーズンはヴォスクオーレ仙台のキャプテン背番号10を務めた。2016年にはFリーグ10周年記念 オールスターゲーム supported by DUARIGに出場してF-EASTのキャプテン背番号10。2017年にはバサジィ大分に移籍し　キャプテン背番号6。2018年Fリーグ　Div1　２０１８/19シーズン　12位　選手兼コーチ
2019年2019/20シーズン　2位　3月全日本フットサル選手権　終了後　引退
　　4月バザジィ大分トップチーム　コーチ就任
2020年Fリーグ　Div1　プレーオフ　準決勝
2020年　バザジイ大分　トップコーチ
2021年　バザジイ大分　トップコーチ　兼　サテライト選手　 九州フットサルリーグ2部
2022年　4月　バザジイ大分　サテライト監督　就任
　　　　　4月20日　第21回　九州フットサルリーグ　1部　昇格　  初年度3位
　　　　　8月14日　日本サッカー協会指導者ライセンス公認　フットサルゴールキーパー　C級コーチ　ライセンス　取得
　　　　　8月18日　日本サッカー協会指導者ライセンス公認　フットサルインストラクター　C級　（九州）
　　　　　11月13日　バザジイ大分　トップチーム監督　就任
2023年　２月24日　バザジイ大分　トップチーム　GM兼監督　就任
　　　　　　　　　　バザジイ大分　サテライト＆U-18　監督　就任
　　　　　5月　　　日本サッカー協会指導者ライセンス公認　フットサル　A級　ライセンス　取得　　　　
2024年　2月24日　JFA第29回全日本フットサル選手権大会　準々決勝決勝ベスト8
　　　　3月19日　Fリーグオールスターゲーム2024TOKYO  EAST vs WEST
　　                     WESTの監督になる。
　　　　　5月13日～15日　Fリーグオーシャンカップ　2回戦敗退
　　　　Fリーグ2023－2024　Fリーグ　4位
2024－2025　Fリーグ　9位
　　　　2月　第30回全日本フットサル選手権大会
　　　　3月　準々決勝進出　3回戦　8ベスト
2025年　日本サッカー協会指導者ライセンス公認キッズリーダー取得
　　　　AFC  Futsal Fitness  Coaching  Course  Level  1 ライセンス取得

## 所属クラブ

### サッカー
- 初芝橋本高等学校サッカー部

### フットサル
- 2001年 Atletico MAG'S
- 2002年 MAG'S FUTSAL CLUB（関西フットサルリーグ）
- 2003年 Banff Futsal Club
- 2004年-2007年 CASCAVEL関西
- 2007年-2015年 ペスカドーラ町田（Fリーグ）
- 2015年-2017年 ヴォスクオーレ仙台（Fリーグ）
- 2017年- バサジィ大分（Fリーグ）

## タイトル

### クラブタイトル
- 第52回 近畿高等学校サッカー選手権 優勝
- 和歌山県高校サッカー新人大会 優勝
- 12年度全国高等学校総合体育大会サッカー競技大会  和歌山大会  優勝
- 第80回 全日本サッカー選手権（天皇杯）和歌山大会  優勝
- 第79回全国高等学校サッカー選手権大会   和歌山大会  優勝

## 資格
2018年 日本サッカー協会指導者ライセンス 公認サッカーC級コーチライセンス取得
　　2018年 日本サッカー協会指導者ライセンス 公認フットサルC級コーチライセンス取得
　　2019年 日本サッカー協会指導者ライセンス 公認フットサルB級コーチライセンス取得
　　2022年 日本サッカー協会指導者ライセンス 公認フットサルゴールキーパーC級コーチライセンス取得
　　2022年 日本サッカー協会指導者ライセンス 公認フットサルインストラクターC級ライセンス取得
　　2023年 日本サッカー協会指導者ライセンス 公認フットサルA級コーチライセンス取得
2025年　日本サッカー協会指導者ライセンス公認キッズリーダーライセンス取得
　　2025年　AFC  Futsal  Fitness  Coaching  Course  Level  1  取得